# Liste von Victoria’s-Secret-Models
In dieser Liste sind aktuelle und ehemalige Victoria’s-Secret-Fashion-Models aufgelistet. Besonderes hervorgehoben wurden die Victoria’s-Secret-Engel.
| A | B | C | D |
| --- | --- | --- | --- |
| - Nina Agdal - Sigrid Agren - Heidi Albertsen - Lily Aldridge - Karen Alexander - Clara Alonso - Alessandra Ambrosio - Leomie Anderson - Michelle Alves - Mini Anden - May Andersen - Danita Angell - Amber Arbucci - Carolina Ardohain - Valerie Avdeyeva | - Lorri Bagley - Bianca Balti - Tyra Banks - Kylie Bax - Ana Beatriz Barros - Michelle Behennah - Elsa Benítez - Samille Bermannelli - Leticia Birkheuer - Leilani Bishop - Marcelle Bittar - Joy Bryant - Cindy Bruna - Gisele Bündchen - Inguna Butane | - Carla Campbell - Naomi Campbell - Esther Cañadas - Gracie Carvalho - Laetitia Casta - Jeísa Chiminazzo - Helena Christensen - Daniella Cicarelli - Aurélie Claudel - Shannan Click - Haylynn Cohen - Elise Crombez                                 | - Hannah Davis - Brooklyn Decker - Cara Delevingne - Yamila Díaz - Cintia Dicker - Emily DiDonato - Lily Donaldson - Dewi Driegen - Morgane Dubled - Zoe Duchesne - Myka Dunkle - Jourdan Dunn - Rhea Durham                                                                                                |
| E | F | G | H |
| - Selita Ebanks - Reka Ebergenyi - Susan Eldridge - Grace Elizabeth - Lindsay Ellingson - Karen Elson - Linda Evangelista - Angie Everhart - Megan Ewing | - Almudena Fernández - Luján Fernández - Malaika Firth - Isabeli Fontana - Magdalena Frąckowiak - Caroline Francischini - Lindsay Frimodt | - Kelly Gale - Toni Garrn - Manon von Gerkan - Yasmeen Ghauri - Esti Ginzburg - Trish Goff - Jessica Gomes - Jill Goodacre - Izabel Goulart - Alexina Graham - Georgina Grenville - Kate Grigorieva - Yana Gupta                                     | - Gigi Hadid - Bella Hadid - Bridget Hall - Jessica Hart - Erin Heatherton - Bregje Heinen - Tricia Helfer - Emma Heming - Eva Herzigová - Ana Hickmann - Taylor Marie Hill - Kristy Hinze - Susan Holmes - Elsa Hosk - Kirsty Hume - Martha Hunt - Sui He - Rosie Huntington-Whiteley - Lou Elaine Heather |
| I | J | K | L |
| - Chanel Iman | - Constance Jablonski - Monika Jagaciak - Anna Jagodzinska - Sabrina Jales - Famke Janssen - Bekah Jenkins - Kendall Jenner - Dorothea Barth Jörgensen - Xiao Wen Ju | - Kiara Kabukuru - Hyoni Kang - Carmen Kass - Liya Kebede - Miranda Kerr - Abbey Lee Kershaw - Jaime King - Vendela Kirsebom - Karlie Kloss - Heidi Klum - Michaela Kocianova - Tatiana Kovylina - Doutzen Kroes - Karolína Kurková - Olga Kurylenko | - Maja Latinovic - Yasmin Le Bon - Shakara Ledard - Noémie Lenoir - Nadine Leopold - Anouck Lepère - Adriana Lima - Maryna Linchuk - Angela Lindvall - Sessilee Lopez - Vanessa Lorenzo - Teresa Lourenco                                                                                                   |
| M | N | O | P, Q |
| - Elle Macpherson - Bridget Malcom - Anais Mali - Josie Maran - Jarah Mariano - Heather Marks - Audrey Marnay - Stella Maxwell - Valeria Mazza - Catherine McCord - Elaine Irwin Mellencamp - Ariel Meredith - Kelsey Merritt - Diana Meszaros - Ali Michael - Ana Cláudia Michels - Enikő Mihalik - Marisa Miller - Diana Moldovan - Vanessa Moody - Isilda Moreira - Omahyra Mota - Fernanda Motta - Heidi Mount - Andi Muise - Karen Mulder - Astrid Muñoz | - Aline Nakashima - Ajuma Nasenyana - Petra Němcová - Chandra North | - Flavia de Oliveira - Raica Oliveira - Oluchi Onweagba - Julie Ordon | - Barbara Palvin - Tatjana Patitz - Emanuela de Paula - Beverly Peele - Daniela Peštová - Natasha Poly - Paulina Porizkova - Behati Prinsloo |
| R | S | T | U |
| - Lorena Rae - Rie Rasmussen - Ujjwala Raut - Frankie Rayder - Bar Refaeli - Carola Remer - Hilary Rhoda - Caroline Ribeiro - Lais Ribeiro - Inés Rivero - Maggie Rizer - Georgianna Robertson - Rachel Roberts - Nichole Robinson - Rebecca Romijn - Pania Rose - Vlada Roslyakova - Anja Rubik - Cameron Russell | - Sara Sampaio - Daniella Sarahyba - Inés Sastre - Claudia Schiffer - Lyndsey Scott - Fabiana Semprebom - Stephanie Seymour - Ingrid Seynhaeve - Irina Shayk - Katja Shchekina - Eugenia Silva - Molly Sims - Adriana Sklenaříková - Josephine Skriver - Joan Smalls - Amber Smith - Kim Smith - Melanie Soballa - Arlenis Sosa Pena - Hana Soukupová - Jessica Stam - Jessica Van Der Steen - Julia Stegner - Sarah Stephens - Heather Stewart-Whyte - Lara Stone - Romee Strijd - Nadine Strittmatter - Kasia Struss - Yfke Sturm - Candice Swanepoel - Landi Swanepoel | - Shiraz Tal - Fabiana Tambosi - Fernanda Tavares - Elyse Taylor - Niki Taylor - Fabienne Therwinghe - Zuri Tibby - Jasmine Tookes - Caroline Trentini - Nicole Trunfio                                                                              | - Daniela Urzi |
| V | W | X, Y | Z |
| - Alina Văcariu - Veronika Vařeková - Patricia Velásquez - Edita Vilkevičiūtė - Sanne Vloet - Linda Vojtova - Eugenia Volodina - Marija Vujovic - Anne Vyalitsyna - Louise Vyent | - Frederique van der Wal - Estella Warren - Erin Wasson - Veronica Webb - Alek Wek - Liu Wen - Gabriella Wilde - Solange Wilvert - Yasmin Wijnaldum - Jacquetta Wheeler - Jessica White - Caroline Winberg - Magdalena Wróbel | - Ming Xi - Kara Young | - Valentina Zelyaeva - Raquel Zimmermann |